# Jim McBride
Pour les articles homonymes, voir McBride.
Jim McBride, né le 16 septembre 1941 à New York, dans l'État de New York, aux (États-Unis), est un réalisateur, scénariste, monteur, directeur de la photographie, acteur et producteur américain.

## Biographie

### Jeunesse et débuts
Jim McBride naît le 16 septembre 1941 à New York, dans l'État de New York, aux (États-Unis).

## Filmographie

### Comme réalisateur
- 1967 : David Holzman's Diary
- 1969 : My Girlfriend's Wedding
- 1971 : Pictures from Life's Other Side
- 1971 : Glen and Randa
- 1974 : Faites gaffe, les filles, Archie se pointe (Hot Times)
- 1983 : À bout de souffle, made in USA (Breathless)
- 1987 : Big Easy : Le Flic de mon cœur (The Big Easy)
- 1989 : Great Balls of Fire!
- 1991 : Blood Ties (TV)
- 1993 : Fausse Piste (TV)
- 1994 : Qui a tué le chevalier (Uncovered)
- 1997 : Pronto (TV)
- 1997 : L'Informateur (The Informant)
- 1997 : Dead by Midnight (TV)
- 2000 : Meat Loaf: To Hell and Back (TV)
- 2004 : Bem-Vindo a São Paulo

### Comme scénariste
- 1967 : David Holzman's Diary
- 1969 : My Girlfriend's Wedding
- 1971 : Glen and Randa
- 1974 : Hot Times
- 1983 : Breathless
- 1989 : Great Balls of Fire!
- 1994 : Qui a tué le chevalier (Uncovered)

### Comme monteur
- 1967 : David Holzman's Diary
- 1969 : My Girlfriend's Wedding
- 1971 : Pictures from Life's Other Side

### Comme directeur de la photographie
- 1971 : Pictures from Life's Other Side
- 2004 : Bem-Vindo a São Paulo

### Comme acteur
- 1979 : Meurtres en cascade (Last Embrace) : Man in Cantina

### Comme producteur
- 1967 : David Holzman's Diary